# Краснова, Анастасия Александровна
Анастасия Александровна Краснова — российская шашистка. Чемпионка России по международным шашкам среди женщин 2007 года в быстрой игре. Многократная чемпионка России и Санкт-Петербурга среди девочек, девушек, юниорок по русским и международным шашкам по всем программам (классика, быстрые шашки, блиц). Трёхкратная победительница Первенств Европы по международным шашкам среди юниорок в 2001-03 гг. Входила в сборную России, начиная с юниорской
В 15 лет выполнила норму мастера спорта России.
Международный мастер спорта с 2003 года. Тренер — Верховых, Александр Олегович.
Выступала в 2004 году за шашечный клуб «Маккаби-Нева» (Санкт-Петербург), в 2005 году включена в список шашечного клуба «Городской дворец творчества юных» (Санкт-Петербург), в составе которого были его выпускники: Георгиев Александр, Верховых Александр, Симонов Владимир, Трофимов Иван, Дублин Александр, Краснова Анастасия, Науменко Екатерина, в 2010 году именовавшийся
ГОУ ЦО «СПб ГДТЮ» «Интеллект»

## Образование
- школа № 90 (Санкт-Петербург), окончила с серебряной медалью.
- Санкт-Петербургский Государственный университет.

## Спортивные результаты
В 2000 году на чемпионате мира по международным шашкам среди девушек в Нидерландах разделила 1-4 места и уступила всем в дополнительном матче. На следующий 2001 год в Партене (Франция) стала вице-чемпионкой мира среди юниорок (девушек), уступив Дарье Ткаченко. Чемпионка Европы по международным шашкам среди юниорок 2001 (Польша) в личном и командном зачетах, призёр первенств Европы по международным шашкам среди юниорок 2002 (Санкт-Петербург) — бронза в классике, серебро в быстрых шашках. Вице-чемпионка Европы в личном зачете и чемпионка в командном зачете по международным шашкам среди юниорок 2004 (Людов-Польский, Польша).
Призёр Первенства России среди молодежи 2003 (Тверь) по международным шашкам в классике (бронза) и в блице (серебро). Чемпионка России (блиц) и вице-чемпионка (быстрые шашки) среди молодежи по русским шашкам 2006 (Санкт-Петербург). Чемпионка России (классика и блиц) среди молодежи по международным шашкам 2006 (Тверь).
Чемпионка России (блиц), бронзовый призёр (классика и быстрые шашки) по международным шашкам среди женщин 2007 (Колонтаево, Московская область).
Чемпионка Санкт-Петербурга по международным шашкам среди женщин 2000, 2003, 2007.

## Награды
- Лауреат премии-стипендии «Надежда России» за 2001—2002 учебный год.
- награждена «Звездой Прометея»
- медаль «В память 300-летия Санкт-Петербурга» в 2003 году
- трижды награждалась «Звездой Дворца»[7].